# Предрассудок
Предрассу́док — суждение, усвоенное некритически, без размышления. Это иррациональные компоненты (стереотипы) общественного и индивидуального сознания: суеверия и предубеждения.
Предрассудком считаются взгляды и мнения, основанные на неточном или искажённом знании, чаще всего принимаемые на веру со слов других людей.
Предрассудок отличается от рассудка, являющегося ступенью логического мышления, основанного на достоверных фактах, с учётом реальных условий, исключающего искажение действительности, и связывающего суждения и понятия последовательно, непротиворечиво и обоснованно.

## Сущность понятия
Предрассудок есть суждение, мнение, убеждение, не основанное на фактах и опыте, а усвоенное непосредственно из недостоверных источников и воспринимаемое самим субъектом как безусловная истина, не требующая подтверждений. Чаще всего, говоря о предрассудках, имеют в виду представления, разделяемые достаточно большим количеством людей. Это могут быть циркулирующие в массовом сознании элементы существующих или уже исчезнувших религиозных верований (различного рода суеверия), устаревшие научные гипотезы («все рептилии были холоднокровные», «Атом невозможно расщепить», «Масса и энергия — независимые физические величины»), рекламы («чем дороже товар — тем он лучше»).

## Некоторые виды предрассудков
- Расовые предрассудки — суждения о неполноценности либо исключительности (в силу «избранности», физиологических особенностей, исторического развития) некоторых рас или народов; основа расизма, ксенофобии, шовинизма.
- Возрастные предрассудки — восприятие особенностей фаз развития организма и личности человека как признаков неполноценности. Например, суждение взрослых, что «все дети неразумны» (в силу «малого» жизненного опыта), и пожилых, что «все молодые — безответственны», и, наоборот, мнение молодых, что «все старые не годны» к активной жизненной деятельности (физические нагрузки, секс, спорт и т. п.). Основа эйджизма.
- Бытовые, относящиеся к собственному поведению или внешности (т. н. комплексы), к предметам и событиям (вера в различные приметы и суеверия), к продуктам питания («ГМО — это всегда вредно»), лекарствам («химия вредна, лучше пить травы») и прочее.
- Половые/гендерные предрассудки — по отношению к людям определённого пола[3]. Основа сексизма.
- Гомофобия — предрассудки по отношению к людям определённой сексуальной ориентации[3].
- Религиозные предрассудки - предубеждения по отношению к религиям, привязанность к какой-то религии или наоборот отвращение к религиям, мешающая объективному восприятию религий.

Начиная с книги Гордона Олпорта «Природа предубеждения» («The nature of prejudice», 1954 г.) принято выделять три компонента предрассудка — аффективный, когнитивный и поведенческий, причём наиболее значимым из них является аффективный компонент. Аффективный компонент включает отвращение, ненависть, чувство брезгливости; когнитивный — безосновательно враждебные представления о социальной группе; поведенческий — негативное поведение, направленное на членов социальной группы из-за их членства в ней.
В качестве многообразных источников предрассудков в разных психологических школах рассматриваются: индивидуальные различия людей в проявлении антипатии к группам или их членам; социальное научение; осознание индивидом своей принадлежности к группе; конкуренция между группами за ограниченные ресурсы, власть и статус; восприятие индивидом той или иной угрозы со стороны чужой группы или её членов вне зависимости от того, реальна она или нет.